# Nicèfor II Àngel-Comnè
Nicèfor II Àngel-Comè o Nicèfor II Orsini fou dèspota de l'Epir sota regència de la seva mare (1335), situació que no va acceptar l'emperador romà d'Orient. Els partidaris de Nicèfor van presentar batalla amb el suport de les tropes de Caterina de Valois-Courtenay, l'hereva de les aspiracions dels Anjou a Constantinoble i fou derrotat. Anys més tard el seu sogre li va reconèixer el títol de dèspota i ell, aprofitant el caos de la guerra va reclamar la independència de l'Epir, estat que va governar per poc temps, ja que els serbis cobejaven aquest territori i Nicèfor va morir en la batalla del riu Aqueloo el 1358.

## Regència i trasllat a Constantinoble
Nicèfor era fill de Joan II Orsini, dèspota de l'Epir; quan el seu pare va morir sobtadament el 1335, la seva mare, Anna Paleòloga —a qui se li atribuïa haver enverinat el seu marit— va assumir la regència en nom de Nicèfor que només tenia 7 anys.
El 1336 la regent Anna Paleòloga no va poder evitar la invasió de les tropes romanes d'Orient a l'Epir a l'Imperi Romà d'Orient. El jove Nicefor II fou tret del país i portat a Nàpols pel partit antiromà. L'emperador Andrònic III Paleòleg va citar la regent a Tessalònica per negociar el lliurament de l'Epir, però ella es va negar a acceptar que el seu fill passés a ser un vassall de l'Imperi Romà d'Orient, llavors l'emperador la va retenir com a ostatge i va arranjar el matrimoni entre Nicèfor i Maria Cantacuzè, la filla del seu amic i home de confiança Joan Cantacuzè. Però quant el 1337 les tropes enviades per l'emperador anaven a prendre possessió, Nicèfor II, que havia obtingut l'ajut de Caterina de Valois-Courtenay (que reclamava reinstaurar l'Imperi Llatí i Principat d'Acaia) i li havia donat una flota, es va presentar amb les naus per lliurar batalla.
El 1338 Caterina va viatjar fins al Peloponès amb el jove Nicèfor. La gent es va revoltar a Arta i a tot l'Epir a favor de Nicèfor i Caterina i van capturar el governador enviat per l'emperador, Teodor Synadenos. Andrònic III i Joan Cantacuzè van sufocar la revolta i van perseguir Nicèfor que estava a la fortalesa de Thomokastron. Joan Cantacuzè va parlamentar amb els guàrdies i els va assegurar que no hi hagués represàlies contra ells si els lliurava el noi. La fortalesa es va rendir i es va celebrar el matrimoni amb Maria, després de la qual l'emperador li va donar el títol de panhypersebastos. Nicèfor fou portat a Constantinoble, on va residir mentre va durar la guerra civil que va esclatar a la mort d'Andrònic III Paleòleg (1341–1347). Quan el seu sogre va ser nomenat emperador el 1347, a Nicèfor li va donar el títol de dèspota. A partir del 1351 li va confiar el govern d'Ainos i les ciutats de l'Hel·lespont.
Mentrestant, les tribus albaneses s'havien revoltat, s'havien instal·lat a les muntanyes i no reconeixien cap poder que ells mateixos, van ocupar Tímor (Timorindje) i van assetjar algunes fortaleses romanes d'Orient. Els romans d'Orient, molt millor armats i amb l'ajut de tropes deixades per l'emir d'Aidin, van passar a l'ofensiva, van derrotar el revoltats, que es van refugiar a les muntanyes on la cavalleria romana era ineficaç, i van reconquerir Tímor; els més beneficiats foren els serbis, que van ocupar algunes regions albaneses. En els anys següents Epir va passar a mans del rei de Sèrbia, Esteve Dušan. El 1355 a la mort d'Esteve Dušan, les tribus albaneses sotmeses van quedar de fet lliures, especialment els Balsha (al nord) i els Thopia al sud.

## Retorn a l'Epir
A finals del 1355, aprofitant la situació de desgovern que havia sorgit arran d'una nova guerra civil romana d'Orient i la mort del tsar Esteve Uroš IV de Sèrbia, que havia ocupat l'Epir a finals de la dècada dels 1340, Nicèfor va tornar a Grècia i va aplegar partidaris. Aprofitant l'anarquia causada per la mort del governador serbi de Tessàlia, Nicèfor es va apoderar de la regió la primavera del 1356 i va continuar avançant cap a l'Epir, també fou reconegut dèspota al sud d'Albània fins a l'Acarnània. En arribar a Arta va capturar el germà de Dušan, Simeon Uroš, el qual es va casar amb la seva germana Thomais. Com que volia independitzar el país, es va separar de la seva esposa Maria i va preparar matrimoni amb Teodora de Bulgària, la germana d'Helena, vídua de Dušan i regent. Tanmateix, Maria Cantacuzè era més estimada pels nobles epirotes, els quals el van fer canviar els plans.
Poc després de tornar amb la seva dona, el 1358, va morir a la vora del riu Aqueloos en els combats contra els serbis per l'extensió dels seus dominis (batalla d'Arta), i el cap albanès Carles Thopia es va fer amo de la regió, acabant així el despotat que poc després passaria a ser un domini de Sèrbia.
A la seva mort els senyorius de Cefalònia i Zante, herència del seu avi, van passar al fill de la seva tia Margarita, Lleonard I Tocco.